# Cassio Scapin
Cassio Luiz de Souza Scapin (São Paulo, 11 de dezembro de 1964) é um ator, diretor teatral e produtor brasileiro. Ficou conhecido por ter interpretado o Nino no seriado infantil Castelo Rá-Tim-Bum.

## Carreira
Formado pela Escola de Arte Dramática (EAD) da Universidade de São Paulo (USP), Cássio trabalhou em mais do que 20 espetáculos no Brasil e na Itália. Cássio recebeu os prêmios Mambembe, Governador do Estado, Troféu APCA, sendo que, em 1998, foi escolhido como Melhor Ator nos prêmios Apetesp e Shell, por sua interpretação em Memórias Póstumas de Brás Cubas, comédia musical de Machado de Assis. Participou também de telenovelas, filmes e minisséries. O seu personagem mais conhecido é Nino, do programa infantil Castelo Rá Tim Bum da TV Cultura. Recentemente Cássio participou da Novela Deus Salve o Rei, interpretando o personagem Héber.
Em 2020, durante a pandemia do coronavírus, o ator apresentou o monólogo “Eu Não Dava Praquilo”  e o espetáculo "Os Malefícios do Fumo".

## Filmografia

### Televisão
| Ano     | Título                             | Personagen                                 | Notas                                                                                              |
| ------- | ---------------------------------- | ------------------------------------------ | -------------------------------------------------------------------------------------------------- |
| 1985    | A Gata Comeu                       | Enfermeiro de Jô                           | Episódio: "2 de maio"                                                                              |
| 1989    | Domingão do Faustão                | Vários personagens                         | Quadro: Controle Remoto                                                                            |
| 1994–97 | Castelo Rá-Tim-Bum                 | Antonino Stradivarius Victorius III (Nino) | |
| 1995    | Telecurso                          | Clóvis                                     | |
| 1996    | Razão de Viver                     | Ramiro dos Santos (Miro)                   | |
| 1998    | Serras Azuis                       | Abel                                       | |
| 1998    | Contos de Natal                    | Moreto Borba                               | Episódio: "Amor Incondicional"                                                                     |
| 1999    | Meu Pé de Laranja Lima             | Minguinho (voz)                            | |
| 2004    | Um Só Coração                      | Santos Dumont                              | |
| 2005    | A Lua Me Disse                     | Samovar de Santa Luzia                     | |
| 2006    | Sítio do Picapau Amarelo           | Urbano Madureira                           | Temporada 6                                                                                        |
| 2006    | Por Toda Minha Vida                | Ari Rego                                   | Episódio: "Elis Regina"                                                                            |
| 2007    | Amazônia, de Galvez a Chico Mendes | Olavo Bilac                                | |
| 2007    | Sob Nova Direção                   | Waltinho Meirelles                         | Episódio: "Toma Que o Filme é Teu"                                                                 |
| 2007    | Caminhos do Coração                | Dr. César Rubicão                          | |
| 2008    | Os Mutantes: Caminhos do Coração   | Dr. César Rubicão                          | |
| 2010    | Ribeirão do Tempo                  | Sereno Flores                              | |
| 2013    | Pa Pe Pi Po Pu                     | Hipócrates                                 | Especial de fim de ano                                                                             |
| 2014    | Milagres de Jesus                  | Gedeão                                     | Episódio: "A Ressurreição do Filho da Viúva" Episódio: "Os Dois Ladões" Episódio: "A Crucificação" |
| 2014    | Trair e Coçar É só Começar         | Eduardo                                    | |
| 2016    | Escrava Mãe                        | Antonio José de Alcântara (Tozé)           | |
| 2017    | O Rico e Lázaro                    | Beroso                                     | |
| 2018    | Tá no Ar: a TV na TV               | Nino                                       | Episódio: "10 de abril"                                                                            |
| 2018    | Deus Salve o Rei                   | Héber                                      | Episódio: "26 de maio–7 de junho"                                                                  |
| 2019    | Detetives do Prédio Azul           | Bruxo Polidon                              | Episódio: "5"                                                                                      |
| 2021    | Bugados                            | Bartorromeu                                | |
| 2022    | Independências                     | Plácido Abreu                              | [carece de fontes?]                                                                                |
| 2023    | Castelo Rá-Tim-Bum: O Reencontro   | Ele mesmo                                  | |
| 2023    | O Rei da TV                        | Armando Correia                            | Presidente do PMB                                                                                  |

### Cinema
| Ano  | Título                              |
| ---- | ----------------------------------- |
| 1991 | Viver a Vida (curta-metragem)       |
| 1992 | PR Kadeia (curta-metragem)          |
| 2004 | Vôo Cego rumo Sul                   |
| 2006 | Acredite, um Espírito Baixou em Mim |
| 2009 | Bela Noite para Voar                |
| 2011 | As Doze Estrelas                    |
| 2012 | Gonzaga - De Pai pra Filho          |
| 2024 | Príncipe Lu e a Lenda do Dragão     |

## Teatro
| Ano     | Peça                                     | Personagem                    |
| ------- | ---------------------------------------- | ----------------------------- |
| 1987–90 | Memórias Póstumas de Brás Cubas          | Cotrim                        |
| 1992–96 | Tamara                                   |                               |
| 1997–98 | Castelo Rá-Tim-Bum em: Onde Está o Nino? | Nino                          |
| 2000–05 | Visitando o Sr. Green                    | Ross Gardiner                 |
| 2003    | Aprendiz de Maestro                      |                               |
| 2006    | Quando Nietzsche Chorou                  | Friedrich Nietzsche           |
| 2008–10 | O Mistério de Irma Vap                   | Lord Edga                     |
| 2011–12 | O Libertino                              |                               |
| 2013–16 | Eu não Dava Praquilo                     |                               |
| 2014    | Terceiro Sinal                           | Gary                          |
| 2016-17 | Histeria                                 |                               |
| 2017–19 | Admirável Nino Novo                      | Nino                          |
| 2018-19 | Concerto para João                       | Direção e João Carlos Martins |
| 2019    | Sylvia                                   | Greg                          |
| 2019    | Além do Ar                               | Santos Dumont                 |
| 2019    | O Camareiro                              | Norman                        |
| 2020    | Eu Não Dava Praquilo                     |                               |
| 2020    | Os Malefícios do Fumo                    |                               |

## Prêmios e indicações
| Ano  | Prêmio                                                   | Categoria                     | Nomeação                                    | Resultado   |
| ---- | -------------------------------------------------------- | ----------------------------- | ------------------------------------------- | ----------- |
| 1984 | Prêmio Mambembe                                          | Melhor Ator                   | Pinóquio                                    | Indicado    |
| 1995 | Prêmio APETESP                                           | Ator Protagonista             | Angels in America                           | Indicado    |
| 1997 | Prêmio Coca-Cola de Teatro Jovem                         | Melhor Ator                   | Onde está o Niño?                           | Indicado    |
| 1997 | Prêmio APETESP                                           | Ator Protagonista             | Onde está o Niño?                           | Venceu      |
| 1998 | Prêmio Shell                                             | Melhor Ator                   | Memórias Póstumas de Brás Cubas             | Venceu      |
| 1998 | Prêmio APETESP                                           | Melhor Ator                   | Memórias Póstumas de Brás Cubas             | Venceu      |
| 2006 | Prêmio Shell                                             | Melhor Ator                   | Quando Nietzsche Chorou                     | Venceu      |
| 2006 | Prêmio Qualidade Brasil                                  | Melhor Ator Teatral Drama     | Quando Nietzsche Chorou                     | Venceu      |
| 2008 | Prêmio Contigo! de TV                                    | Melhor Ator Coadjuvante       | Caminhos do Coração                         | Indicado    |
| 2012 | Troféu Top of Business                                   | Homenagem                     | Teatro                                      | Venceu      |
| 2013 | Prêmio Shell                                             | Melhor Ator                   | Eu Não Dava Praquilo                        | Indicado    |
| 2013 | Prêmio APCA de Teatro                                    | Melhor Ator                   | Eu Não Dava Praquilo                        | Venceu      |
| 2013 | Prêmio APCA de Teatro                                    | Melhor Autor                  | Eu Não Dava Praquilo                        | Indicado    |
| 2013 | Prêmio Qualidade Brasil                                  | Melhor Ator Teatral Comédia   | Eu Não Dava Praquilo                        | Venceu      |
| 2013 | Prêmio Quem de Teatro                                    | Melhor Ator de Teatro         | Eu Não Dava Praquilo                        | Indicado    |
| 2013 | Prêmio FEMSA de Teatro Infantil e Jovem                  | Melhor Ator Coadjuvante       | Lampião e Lancelote                         | Indicado    |
| 2015 | Prêmio Arte Qualidade Brasil                             | Melhor Direção Comédia        | Visitando o Sr. Green                       | Venceu      |
| 2017 | Prêmio São Paulo de Incentivo ao Teatro Infantil e Jovem | Melhor Ator                   | Admirável Nino Novo                         | Indicado    |
| 2018 | Prêmio de Incentivo ao Teatro Infantil e Jovem           | Homenagem                     | Tajetória na Arte e Cultura Intanto-Juvenil | Venceu      |
| 2020 | Poc Awards                                               | Personalidade do Ano          | Entrevista ao Gay Blog Br                   | Indicado    |
| 2021 | Troféu Cultural e Feijoada Sebah Vieira                  | Homenagem                     | Teatro                                      | Venceu      |
| 2021 | Troféu Nelson Rodrigues                                  | Homenagem                     | Teatro                                      | Venceu      |
| 2021 | Prêmio Bibi Ferreira                                     | Melhor Ator em Peça de Teatro | O Camareiro                                 | Indicado    |
| 2023 | Prêmio APCA de Teatro                                    | Melhor Ator                   | O Bem Amado Musicado                        | {{{texto}}} |